# Portada/article abril 22

## Miguel de Cervantes Saavedra
Miguel de Cervantes Saavedra (Alcalá de Henares, 29 de setembre de 1547 – Madrid, 22 d'abril de 1616; fou enterrat el 23, data en què es commemora la seva mort) va ser un escriptor castellà, conegut sobretot per la seva novel·la, popularment denominada El Quixot. Es considera un dels autors més influents de la literatura universal, i les seves obres han inspirat adaptacions cinematogràfiques i han modificat la manera d'entendre la novel·la, especialment en l'àmbit hispànic i anglès. En homenatge a l'autor, el seu rostre figura a les monedes de fracció d'euro (10, 20 i 50 cts.) encunyades a Espanya.